# Музика Олександр Олександрович
Музи́ка Олександр Олександрович (нар. 14 березня 1991, місто Стаханов, Луганська область) — український футболіст, захисник.

## Життєпис
Вихованець клубу «Сталь» (Алчевськ), перший тренер — Олександр Музика.
З 2011 по 2015 рік грав за «Ниву», «Кремінь», «Славутич», «Миколаїв» та «Тернопіль». 22 січня 2016 року було офіційно оголошено, що Олександр та ФК «Тернопіль» розірвали контракт за обопільною згодою.

## Статистика виступів

### Професіональна ліга
| Сезон     | Команда             | Турнір    | Матчі | Голи |
| --------- | ------------------- | --------- | ----- | ---- |
| 2008–2009 | Ворскла (Полтава)   | дубль     | 6     | 0    |
| 2009–2010 | Ворскла (Полтава)   | дубль     | 10    | 0    |
| 2011–2012 | Нива (Тернопіль)    | чемпіонат | 9     | 0    |
| 2011–2012 | Кремінь (Кременчук) | чемпіонат | 1     | 0    |
| 2012–2013 | Кремінь (Кременчук) | чемпіонат | 23    | 1    |
| 2012–2013 | Кремінь (Кременчук) | кубок     | 2     | 0    |
| 2013–2014 | Славутич (Черкаси)  | чемпіонат | 22    | 0    |
| 2013–2014 | Славутич (Черкаси)  | кубок     | 5     | 0    |

## Досягнення
- Півфіналіст Кубка України 2013—2014

## Особисте життя
1 жовтня 2015 року Олександр Музика одружився, дружина — Наталя.